# بال (فیلم)
بال (به هندی: Pankh) و (به انگلیسی: Wings) فیلمی هندی محصول سال ۲۰۱۰ و به کارگردانی سودیپتو چاتوپادیایا است. در این فیلم بازیگرانی همچون بیپاشا باسو، مارادونا ریبلو، لیلیت دوبی، ماهش مانجرکار، رونیت روی، سنجیدا شیخ و آمیت پوروهیت ایفای نقش کرده‌اند.